# Scotopteryx vernetaria
Scotopteryx vernetaria là một loài bướm đêm trong họ Geometridae.